# مپام
مپام (به انگلیسی: Meopham) یک روستا و محله مدنی در بریتانیا است که در Gravesham واقع شده‌است. مپام ۶٬۷۲۲ نفر جمعیت دارد.